# Jean-Jacques Birgé
Pour les articles homonymes, voir Birgé.
Jean-Jacques Birgé (né le 5 novembre 1952 à Paris) est un artiste français indépendant, à la fois compositeur de musique (cofondateur d’Un drame musical instantané), réalisateur de films, auteur multimédia, écrivain, designer sonore, fondateur du label de disques GRRR.
Spécialiste des rapports entre le son et l'image, il fut l'un des premiers synthésistes et créateurs du home studio en France dès 1973, et avec Un d.m.i. le précurseur du retour au ciné-concert en 1976. Ses disques attestent de son utilisation d'échantillonneurs (samplers) dès 1980 et de la M.A.O. (Musique assistée par ordinateur) dès 1985.
À partir de 1995, il devient l'un des designers sonores les plus en vogue du multimédia et le spécialiste de la composition musicale interactive,.
Difficilement classable musicalement, il appartient à la lignée des compositeurs encyclopédistes, comme Charles Ives, İlhan Mimaroğlu (en), Frank Zappa, René Lussier, François Sarhan, Jonathan Pontier, André Abujamra, Jim O'Rourke ou John Zorn, tous atypiques et souvent autodidactes. Maximaliste, son langage tient plus de la syntaxe cinématographique que des lois de l'harmonie et du contrepoint !

## Parcours
Enfant, il est louveteau au sein des Eclaireurs de France (laïc), dans une troupe mixte.
Après ses études à l'IDHEC (ancêtre de La Fémis), Jean-Jacques Birgé se passionne pour le son et l'image, et particulièrement pour leur potentiel à produire du sens et créer des émotions. 
Jean-Jacques Birgé applique dès 1974 les théories du compositeur Michel Fano dans de nombreux domaines, tels CD-ROM, expositions-spectacles, montages audiovisuels, pièces de théâtre et films, organisant les éléments de la « partition sonore » (voix, bruits et musiques) au service des œuvres, sans hiérarchie et avec tous les acquis de l'histoire de la musique (pour la forme) et du cinéma (pour le sens).
En 1975 il fonde le label de disques GRRR (Défense de figure sur la célèbre Nurse with Wound list) et en 1976 le groupe Un drame musical instantané (avec Bernard Vitet et Francis Gorgé). Il compose pour le cinéma, la danse, la photographie, le théâtre, la radio, la littérature lue à haute voix et enregistre une centaine d'albums (physiques ou virtuels). Sur scène il interprète la musique de films muets (26 au répertoire depuis 1976) aussi bien qu'il improvise ou produit des spectacles multimédia.
Au cinéma, vingt ans après La Nuit du phoque, il réalise Vis-à-vis : Idir et Johnny Clegg a cappella. Il obtient un BAFTA (British Academy Award) et le prix du jury du Festival de Locarno 1994 à titre collectif pour Sarajevo : a street under siege, tandis que le court-métrage Le Sniper est projeté en France dans 1 000 salles de cinéma.  
Spécialiste des instruments de synthèse, il est attiré par les nouvelles technologies qui permettent d'inventer des objets inouïs ou iconoclastes. Parallèlement à son travail de designer sonore pour des expositions, des sites web et des CD-Rom, il s'affirme comme auteur multimédia avec Carton (CD-Extra où chaque chanson est complétée par un jeu original), Machiavel (scratch vidéo interactif réalisé avec Antoine Schmitt), et Alphabet, créé avec Murielle Lefèvre et Frédéric Durieu d'après le livre de Kveta Pacovska qui recevra une quinzaine de prix internationaux. Avec ce CD-ROM il inaugure une nouvelle direction de travail axé sur l'écriture générative et interactive qui permet au joueur de découvrir chaque fois une nouvelle interprétation (on-line et off-line). Il collabore régulièrement aux sites de création LeCielEstBleu (avec Frédéric Durieu) et Flyingpuppet (avec Nicolas Clauss) pour lesquels il reçoit encore de nombreux prix. En 2013 il participe à la fondation des Inéditeurs (USA 1968 deux enfants, DigDeep, Boum!) et compose nombreuses musiques et interfaces sonores pour les Éditions Volumiques (collection Zéphyrs et World of Yo-Ho), applications créatives pour tablettes ou smartphones.
En marge de son blog quotidien créé en 2005 (5800 articles, en miroir sur Mediapart depuis 2010), Birgé écrit dans plusieurs revues et enseigne les rapports du son et de l'image,,.
Il est le designer sonore de Nabaztag, le lapin Wi-Fi de Violet, et le créateur avec Antoine Schmitt de Nabaz'mob, l'opéra pour 100 lapins communicants. Il a réalisé l'étude du design sonore du métro du Grand Paris pour Ruedi Baur.
Après le CD Établissement d'un ciel d'alternance, duo avec l'écrivain Michel Houellebecq, ses albums deviennent essentiellement numériques et sont offerts en écoute et téléchargement gratuits sur le site drame.org. Il joue alors avec Vincent Ségal, Antonin-Tri Hoang, Alexandra Grimal, Fanny Lasfargues, Edward Perraud, Birgitte Lyregaard, Linda Edsjö, Julien Desprez, Médéric Collignon, le duo Bumcello, Gwennaëlle Roulleau, Lionel Martin, Amandine Casadamont, les plasticiennes Daniela Franco et Anne-Sarah Le Meur, les vidéastes Jacques Perconte et John Sanborn...
Fin 2011, son premier roman, La corde à linge, intègre images et sons dans le récit. En janvier 2014, le second, USA 1968 deux enfants, comporte également douze courts métrages et une œuvre interactive.
En 2016 il compose le parcours sonore de l'exposition Carambolages dont Jean-Hubert Martin est le commissaire, au Grand Palais à Paris. Les 27 séquences sont également synchronisables avec le catalogue de l'exposition.
En 2017 TV5Monde diffuse la web-série Prévert-Exquis et GRRR publie le CD Long Time No Sea du trio El Strøm.
En 2018, l'album de son Centenaire,,, est à la fois un regard sur le passé et un projet d'anticipation puisqu'il embrasse la période de 1952 à 2052 !
En 2020, le CD Perspectives du XXIIe siècle réalisé à partir des archives du Fonds Constantin Brăiloiu poursuit l'utopie, et le double CD Pique-nique au labo rassemble 28 invités, fine fleur de l'improvisation, montrant qu'il s'agit non d'un style, mais d'une manière de vivre. En 2023, 20 autres invités participent au volume 3 de ces rencontres incroyables. En 2024, Apéro Labo inaugure les enregistrements en public au Studio GRRR et Animal Opera,, est le premier CD de Birgé sans aucun musicien humain ! En 2025 on retrouve les séances en public dans le volume 4 avec 16 nouveaux invités, tandis que paraît Les déments avec le comédien Denis Lavant et le saxophoniste Lionel Martin.

## Œuvres

### Disques
La carrière discographique de Jean-Jacques Birgé se découpe en 4 périodes, le disque-culte Défense de signé Birgé-Gorgé-Shiroc (GRRR, 1975, réédité en cd par Mio en 2004, puis en vinyle par Wah Wah en 2013, et précédé par Avant toute en duo avec Gorgé, 1974-75 mais publié seulement en 2016 par Le Souffle Continu), puis les disques d'Un Drame Musical Instantané (1977-1998, 2022-2024), la mise en ligne gratuite d'albums numériques pour la plupart cosignés avec de jeunes musiciens de la nouvelle scène improvisée française (depuis 2010), enfin le retour à la publication d'albums physiques mais cette fois sous son nom propre (depuis 2017).
- Trop d'adrénaline nuit, Un d.m.i. (GRRR), 1977 / réédition cd (GRRR), 2001
- Rideau !, Un d.m.i. (GRRR), 1980 / réédition CD (KlangGalerie, Autriche), 2017
- À travail égal salaire égal, Un d.m.i. (GRRR), 1981-82, réédition CD (KlangGalerie, Autriche), 2017
- Direction musicale des Éditions Ducaté, cassettes enregistrées avec Jane Birkin, Annie Girardot, Annie Ernaux, Ludmila Mikaël... 1981-82
- Les bons contes font les bons amis, Un d.m.i. (GRRR), 1983 / réédition CD (KlangGalerie, Autriche), 2022
- L'homme à la caméra, Un d.m.i. (GRRR), 1984 / + LP Remix (DDD), 2017 / réédition CD (KlangGalerie, Autriche), 2020
- Carnage, Un d.m.i. (GRRR), 1985 / réédition CD (KlangGalerie, Autriche), 2021
- L'hallali, Un d.m.i. (GRRR), 1987
- Sous les mers, Un d.m.i. (GRRR), 1988
- Qui vive ?, Un d.m.i. (GRRR), 1989
- Le K[28], Un d.m.i. de Dino Buzzati avec Richard Bohringer (GRRR, réédition Auvidis), Nomination aux 9ièmes Victoires de la musique, 1990-93
- Jeune fille qui tombe... tombe de Dino Buzzati, Un d.m.i. (In Situ), 1991
- Kind Lieder, Un d.m.i. (GRRR), 1991
- Urgent Meeting, Un d.m.i. avec Colette Magny, Didier Malherbe, Michel Godard, Louis Sclavis, Raymond Boni, Gérard Siracusa, Vinko Globokar, Yves Robert, François Tusques, Denis Colin... (GRRR/No Man’s land), 1992
- Opération Blow Up, Un d.m.i. avec Brigitte Fontaine, Henri Texier, Luc Ferrari, Joëlle Léandre, Valentin Clastrier, René Lussier... (GRRR), 1992
- Crasse-Tignasse, Un d.m.i. (Auvidis), 1993
- Sarajevo Suite[29], direction artistique et musicale + compositions d’Un d.m.i. interprétées par la chanteuse Dee Dee Bridgewater et le Balanescu String Quartet (L’empreinte digitale), 1994
- Il était une fois la Fête Foraine, Un d.m.i. (Auvidis), 1995
- Haut-Karabagh : Musiques du Front, direction artistique (Auvidis), 1995
- Direction de la collection de disques “Musiques d’ambiance” chez Auvidis : Policier, Western, Science-Fiction, 3 CD avec Francis Gorgé, 1995
- Le Sens du combat, Michel Houellebecq (Radio France), 1996
- Carton, Birgé-Vitet (GRRR), 1997
- Au fil du temps, Birgé-Vitet (CD intégré au catalogue de l’exposition), 1997
- Machiavel[30], Un d.m.i. (GRRR), 1998 avec Benoît Delbecq, Steve Argüelles (en), DJ Nem, Philippe Deschepper...
- Un petit tour, Aki Onda (All Access, Japon), 1999
- Défense de, Birgé Gorgé Shiroc (réédition CD + DVD 6 heures de musique inédite & Film La nuit du phoque, MIO), 2003
- Birgé seul : Inanga (in CMG#6 Ailleurs, 1999), Young Dynamite (in TraceLabel, 2005), Plomberie, Hantée et Roll Over Composer (in Nouveaux Dossiers de l'Audiovisuel no 3, INA, 2005)...
- Scénario, dialogues et réalisation audio de Radio Chronatoscaphe (in coffret 3 cd du 25° anniv. du label nato Le Chronatoscaphe), 2005
- Les Actualités, conception et réalisation du double-album + participation d'Un d.m.i. avec Baco (Les Allumés du Jazz), 2006
- Établissement d'un ciel d'alternance[31], Houellebecq-Birgé (GRRR), 2007
- Participation à Thisness de Jef Lee Johnson (de) (nato, 2005), à l’album du Toukouleur Orchestra (2013), aux remix de Controlled Bleeding (en) qu'il rejoint début 2017, au vinyle Aux Ronds-Points des Allumés du Jazz (2019)
- Nombreux autres enregistrements en Grande-Bretagne, Italie, Suisse, Portugal, Japon, États-Unis...
- Mise en ligne de 105 albums inédits, 1740 pièces sur le site drame.org (dont 1335 inédites), avec Un drame musical instantané, Bernard Vitet, Michael Lonsdale, Daniel Laloux, Frank Royon Le Mée, Colette Magny, Thurston Moore, Michel Houellebecq, Vincent Segal, Antonin-Tri Hoang, Edward Perraud, Sacha Gattino, Birgitte Lyregaard, Linda Edsjö, Alexandra Grimal, Joce Mienniel, Sylvain Kassap, Fanny Lasfargues, Ravi Shardja, Yuko Oshima, Ève Risser, Nicolas Clauss, Pascale Labbé, Didier Petit, Étienne Brunet, Éric Échampard, Dominique Meens, Hélène Sage, Hélène Labarrière, Bass Clef, Médéric Collignon, Julien Desprez, Sophie Bernado, Bumcello, Sylvain Lemêtre, Sylvain Rifflet, Amandine Casadamont, Mathias Lévy, Élise Dabrowski, Wassim Halal, Hasse Poulsen, Christelle Séry, Jonathan Pontier, Jean-François Vrod, Karsten Hochapfel, Nicholas Christenson, Jean-Brice Godet, Naïssam Jalal, Fidel Fourneyron, Élise Caron,  Lionel Martin, Basile Naudet, Gilles Coronado, Philippe Deschepper, François Corneloup, Uriel Barthélémi, Hélène Breschand, Gwennaëlle Roulleau, Fabiana Striffler, Csaba Palotaï, Sophie Agnel, David Fenech, Olivier Lété, Fanny Meteier, Violaine Lochu, Tatiana Paris, Emmanuelle Legros, Matthieu Donarier, Hélène Duret, Rafaelle Rinaudo, Maëlle Desbrosses, Isabel Sörling, Léa Ciechelski, Alexandre Saada, Catherine Delaunay, Roberto Negro, etc., 1965-2025
- Long Time No Sea, El Strøm (GRRR), 2017[32]
- Jean-Jacques Birgé & Hélène Sage Rendez-vous (KlangGalerie), 2018 (enr. 1981)[33]
- Centenaire de Jean-Jacques Birgé (GRRR), 2018[34],[35],[36]
- Perspectives du XXIIe siècle (MEG), 2020[37],[38]
- Pique-nique au labo (GRRR), 2020 - avec 28 invités (Vincent Segal, Jean-François Vrod, Antonin-Tri Hoang, Hasse Poulsen, Médéric Collignon, Alexandra Grimal, Edward Perraud...)
- Fictions (Ouch!), 2022, avec Lionel Martin
- Plumes et poils, Un d.m.i. (GRRR), 2022, avec Francis Gorgé et Dominique Meens
- Pique-nique au labo 3 (GRRR), 2023 - avec 20 invités (Sophie Agnel, Hélène Breschand, Élise Caron, François Corneloup, Philippe Deschepper, David Fenech, Fidel Fourneyron, Naïssam Jalal, Violaine Lochu, Lionel Martin...)
- TCHAK, Un d.m.i. (KlangGalerie), 2024 (enr. 2010 avec Bernard Vitet, Philippe Deschepper, Nem)
- Animal Opera (GRRR), 2024
- Pique-nique au labo 4 (GRRR), 2025 - avec 16 invités (Catherine Delaunay, Matthieu Donarier, Antonin-Tri Hoang, Mathias Lévy, Roberto Negro, Alexandre Saada, Isabel Sörling...)
- Les déments (GRRR+Ouch!), 2025 - avec le comédien Denis Lavant et le saxophoniste Lionel Martin, sur des textes de Marcel Moreau, André Martel, Xavier Grall, André Schlesser

### Films en tant que réalisateur
Après des films expérimentaux comme La Nuit du Phoque coréalisé avec Bernard Mollerat (primé au Festival de Belfort en 1974 et sorti en DVD en 2003) ou Remember My Forgotten Man tourné avec une vidéo-paluche en 1976, Birgé revient au cinéma en 1993 avec Idir-Johnny Clegg a cappella (Vis-à-Vis, Point du Jour) et Sarajevo: A Street Under Siege (Point du Jour-Saga, série collective saluée par un British Academy Award of Film & TV Arts (Bafta) et le Prix du Jury du Festival de Locarno. Dans ce cadre, Le Sniper, sur un texte d'Ademir Kenovic, est la première fiction tournée à Sarajevo pendant le siège, court-métrage de 1994 projeté en France dans plus de 1000 salles de cinéma. Il coréalisera ensuite en 2008 le court métrage On Boat avec Françoise Romand et produira 12 courts métrages en 2014 pour son roman numérique USA 1968 deux enfants. En 2020 il chapeaute et coréalise Perspectives du XXIIe siècle avec Nicolas Clauss, Sonia Cruchon, Valéry Faidherbe, Jacques Perconte, John Sanborn, Eric Vernhes.

### Musique de films
- pour des films réalisés par Patrick Barbéris, Luc Barnier, Igor Barrère et Étienne Lalou, Dominique Belloir, Dominique Cabrera, Sonia Cruchon, Corine Dardé, Pierre Desgraupes, Tom Drahos, Serge Duval, Valéry Faidherbe, Stéphane Frattini, Richard Hamon, Philippe Kotlarsky, Michèle Larue, Noël Burch, Nicolas Le Du, Pierre-Oscar Lévy, Bernard Mallaterre, Mathilde Morières, Pierre Morize, Natacha Nisic, Jacques Perconte, François Reichenbach, Françoise Romand, Jacques Rouxel, Raoul Sangla, Miroslav Sebestik, John Sanborn, Marcel Trillat, Richard Ugolini, Daniel Verdier, Michaëla Watteaux, Cité des sciences et de l'industrie, Cinémathèque Albert Kahn, Platform, Les inéditeurs... 1973-2025

### Expositions
De l'inauguration de l'exposition Andy Warhol à l'ARC à Paris en 1971 à Carambolages au Grand Palais en 2016 avec Jean-Hubert Martin, Birgé se passionne pour la mise en scène sonore d'espaces muséographiques. Ses réussites les plus notoires sont ses collaborations avec le scénographe Raymond Sarti pour des expositions-spectacles telles Il était une fois la Fête Foraine à la Grande halle de la Villette en 1995, The Extraordinary Museum et Euro Fantasia au Japon en 1997, Jours de cirque au Grimaldi Forum de Monaco en 2002.
Il intervient à la Cité des sciences et de l'industrie à Paris dès sa fondation (film de Dominique Belloir sur Jacques Monory pour le Planétarium, Economia : La Saga des Millar de Michel Séméniako, théâtre de marionnettes Elektra, Le jeu vidéo s'exhibe, Darwin l'original, Effets spéciaux crevez l'écran !...), au Pass de Mons en Belgique, au Centre Georges-Pompidou à Paris, etc.
Dès 1981 il transforme des espaces publics par le son et expose des installations numériques interactives à partir de 2003 (avec lecielestbleu Zoo en Australie, Autriche et France, Time au Centre Pompidou, en Grande-Bretagne et Australie, La Pâte à son au Centre Pompidou, à Ars Electronica, en Slovénie, en Espagne et Corée ainsi qu'une version pour grand écran de Alphabet ou avec Nicolas Clauss  Somnambules (Musée du Futur, Ars Electronica / Stuttgart Film / La Villette numérique, Forum des Images-Nemo / Rur@rt & Ars Numerica / Microwave à Hong Kong / Japan Media Arts à Tokyo / Mad'O3, MAEM & Confluencias en Espagne / Sao Paulo / Biennale Internationale de Media Art à Séoul).
Il compose également la musique de Le Siècle Métro pour Michal Batory à la Maison de la RATP en 2000, d'Anémone en octophonie pour Dassault Systèmes à l'Exposition Universelle d'Aïchi au Japon en 2005, de l'Antichambre de Danse avec les Robots au Futuroscope de Poitiers en 2006, du Rideau d'eau RCZ à Francfort en 2009 et de nombreux dispositifs sonores pour le Muséum national d'histoire naturelle à Paris, le musée du quai Branly (Multimédi'Art Interactif d'or au Fiamp.2006) et bien d'autres comme La chambre de Swedenborg au MAMCS à Strasbourg en 2012. En 2013, 2015 et 2017 il compose avec Sacha Gattino le design sonore des expositions Le jeu vidéo s'exhibe, Darwin l'original, Effets spéciaux crevez l'écran ! à la Cité des sciences et de l'industrie.
Après l'installation vidéo interactive Les Portes avec Nicolas Clauss (festival Nemo, espace Paul-Ricard en 2006), son plus gros succès est l'opéra pour 100 lapins communicants Nabaz'mob réalisé avec Antoine Schmitt qui sera montré dans le monde entier de 2006 à 2013.
En 2010, il assure la direction artistique de Révélations pour laquelle il compose la musique de 23 courts métrages réalisés par Pierre Oscar Lévy (Petit Palais à Paris, Hangaram Museum à Séoul, Grand Prix Stratégies 2010, prix des Étudiants, prix Produit Grand Public).
Pour les Rencontres d'Arles 2014, il crée la partition sonore de l'exposition sur les monuments aux morts parrainée par Raymond Depardon, reprise au Panthéon en 2016.
En 2016 il compose le parcours sonore de l'exposition Carambolages dont Jean-Hubert Martin est le commissaire, au Grand Palais à Paris. Il participe ensuite au juke-box poétique de Michel Houellebecq au Palais de Tokyo pour Rester vivant.
En 2019, avec Anne-Sarah Le Meur, Melting Rust est exposé à Cluj en Roumanie dans le cadre de Utopian Cities Programmed Societies, et en 2020 Omni-Vermille est exposé au ZKM (Centre d'art et de technologie des médias de Karlsruhe) à Karsruhe en Allemagne.
En 2021, il enregistre L'opéra cassé avec Romina Shama pour le Musée Transitoire à Genève, Suisse.

### Spectacles avec Un DMI
Après la longue série improvisée des Poisons, dès 1977 Un drame musical instantané relance la mode des ciné-concerts (24 films muets) dont À propos de Nice (Jean Vigo), Le Cuirassé Potemkine et La Grève (S.M. Eisenstein), La Glace à trois faces & La Chute de la maison Usher (Jean Epstein), Le Cabinet du docteur Caligari (Robert Wiene), Nosferatu le vampire (F.W. Murnau), Le Cabinet des figures de cire  (Paul Leni), L'Homme à la caméra (Dziga Vertov), La Passion de Jeanne d'Arc (Carl Theodor Dreyer), Enfants à Paris (coll. Albert Kahn), Fantômas (les 5 épisodes de Louis Feuillade), La Vie de notre Seigneur Jésus Christ (C. Pathé), L’X mystérieux & La Sorcellerie à travers les âges (Benjamin Christensen), L'Argent (Marcel L'Herbier)...
Suivant le mouvement du théâtre musical, Un d.m.i. monte Rideau! (discours de la méthode) en 1980, Le trou d'après Edgar Allan Poe en 1982, les oratorios parlés Jeune fille qui tombe... tombe et Le K de Dino Buzzati avec Michael Lonsdale, Daniel Laloux, Richard Bohringer de 1985 à 1992, la cantate enflammée Le Château des Carpathes d’après Jules Verne avec Frank Royon Le Mée en 1987, le spectacle d'illusions 20 000 lieues sous mers et son musée imaginaire sur 2 péniches à La Péniche Opéra (mise en scène Mireille Larroche) en 1988, les spectacles Zappeurs-Pompiers 1 & 2 (zapping en direct sur grand écran avec Lulla Card, Éric Houzelot, Guy Pannequin), J'accuse d'Émile Zola avec R.Bohringer, D.Fonfrède, Ahmed Madani, 70 musiciens, dir.Jean-Luc Fillon, décor Raymond Sarti en 1989, le spectacle pour enfants Crasse-Tignasse en 1993 et de nombreuses participations à des feux d'artifice avec Jean-Éric Ougier, des interventions en direct comme pour les Jeux Olympiques de Los Angeles au Festival d'Avignon en 1984 ou des musiques de ballet pour Jean Gaudin (Ecarlate), Karine Saporta (Manèges créé à l'Opéra de Paris, Le Cœur métamorphosé créé au Théâtre de la Ville), Lulla Card... Reprenant les expériences de light-show de Birgé, le Drame monte  Machiavel avec des images interactives projetées sur grand écran...
Comme leurs pièces pour orchestre, le trio du Drame compose souvent des œuvres de théâtre musical purement sonores.  La Fosse  est un opéra-bouffe interprété avec l'Ensemble de l'Itinéraire), Kind Lieder est un récital de chansons rock, Let my children hear music est une transposition en trio de l'œuvre orchestrale de Charles Mingus.
Le 12 décembre 2014 au Théâtre Berthelot à Montreuil, lieu de la création du grand orchestre en 1981, la reformation exceptionnelle d'Un Drame Musical Instantané avec Francis Gorgé, Hélène Sage, Antonin-Tri Hoang, Hélène Bass, Francisco Cosavella, suit une thématique chronologique et discographique.

### Autres spectacles
À partir de 1969 et avant la fondation d'Un Drame Musical Instantané en 1976, Birgé joue avec Epimanondas, Birgé Gorgé Shiroc, Red Noise, Dagon, George Harrison, Lard Free (trio avec Gilbert Artman et Richard Pinhas), Cesare Massaranti et Oliver Johnson, Opération Rhino, la Compagnie Lubat... Il participe au Cirque Bonjour avec Jean-Baptiste Thierrée et Victoria Chaplin Thierrée en 1969, à l'inauguration du Théâtre Présent à La Villette avec Arlette Thomas et Pierre Peyrou en 1971, plus tard, à l'inauguration du Mois de la Francophonie avec André Dussollier, Sapho et Bernard-Pierre Donnadieu en 1992, au Sens du combat avec Martine Viard et Michel Houellebecq et Dans la lumière et dans la force en hommage à André Velter, avec Michael Lonsdale, Denise Gence, Élise Caron, Bernard-Pierre Donnadieu en 1996.
En 1994, revenu du siège de la ville martyre, il met en scène Sarajevo suite avec Claude Piéplu, Pierre Charial, Bernard Vitet, le quintet d’Henri Texier, le sextet de Lindsay Cooper, Kate et Mike Westbrook, Chris Biscoe et le Balanescu String Quartet. En 1996, il crée Établissement d’un ciel d’alternance avec Michel Houellebecq à l’occasion du 10e anniversaire des Inrockuptibles à la Fondation Cartier. En 1997, il rend hommage à Colette Magny avec Bernard Vitet. En 1998, il organise Birgé Hôtel avec les écrivains Alain Monvoisin et Michel Houellebecq.
De 2002 à 2005 et de 2011 à 2014, Birgé assure la direction musicale des Nuits des Rencontres d’Arles de la Photographie (spectacles avec Élise Caron, Denis Colin, Philippe Deschepper, Éric Échampard, Didier Petit, Bernard Vitet, Ève Risser, Antonin-Tri Hoang, Linda Edsjö).
Dès 2006, l'opéra Nabaz'mob est présenté en version théâtrale (Web Flash Festival au Centre Pompidou, Scopitone à Nantes, Nuit Blanche à Amiens, Recalling RFID à Amsterdam, Le Cube, Nuit Blanche à Paris, Musiques Libres à Besançon, SIANA à Evry, Robotix's au PASS (Mons, Belgique), Entre chien et loup à Quimper, Nuit Blanche à Metz, Nissan Cube Store (Londres et Paris), Rokolectiv (Palais du Parlement, Bucarest, Roumanie), FIMAV (Victoriaville, Québec), Luminato (Toronto, Canada), meta.morf (Norvège), Lab30 (Allemagne), Gateways/Kumu (Estonie). Ars Electronica Award of Distinction Digital Musics
À partir de 2006, il revient à la scène avec Somnambules en compagnie de N. Clauss, P. Labbé, D. Petit, Éric Échampard et Étienne Brunet, un trio avec Eve Risser et Yuko Oshima (Donkey Monkey), en duo avec Vincent Segal, en duo avec Antonin-Tri Hoang (invité : Lucien Alfonso), El Strøm en trio avec Birgitte Lyregaard et Sacha Gattino, ainsi que Dodécadanse avec Claudia Triozzi, Sandrine Maisonneuve, Vincent Segal, Revue de presse avec Jacques Rebotier, avec le DJ new-yorkais Jorge Velez et le londonien Bass Clef, avec l'écrivain Pierre Senges, et souvent avec le violoncelliste Vincent Ségal, les saxophonistes Antonin-Tri Hoang et Alexandra Grimal, la bassiste Fanny Lasfargues, le batteur Edward Perraud, le vidéaste Jacques Perconte. En 2014-2015 Un coup de dés jamais n'abolira le hasard engage la chanteuse Birgitte Lyregaard, la vibraphoniste Linda Edsjö, le trompettiste Médéric Collignon, le guitariste Julien Desprez, le saxophoniste Antonin-Tri Hoang, l'accordéoniste Pascal Contet, la bassoniste Sophie Bernado... En 2016 il fait des Entrechats avec le duo Bumcello et lance Harpon avec la créatrice sonore Amandine Casadamont. En 2017, il travaille ses Défauts de prononciation avec Linda Edsjö et la bassoniste Sophie Bernado, et L'isthme des ismes avec Hoang et le percussionniste Samuel Ber...
Fin 2018, avec Vincent Segal, Antonin-Tri Hoang et la plasticienne Daniela Franco, il participe au concert/performance de clôture de La Maison rouge avec Face B. En 2019 il participe à la performance OSO avec Laurent Stoutzer et David Coignard, et il crée les performances MELTING RUST avec Anne-Sarah Le Meur et NONSELVES avec John Sanborn.
Fin 2023, Birgé reprend les concerts, en particulier pour les enregistrements en public au Studio GRRR (Apéro Labo), ou en plein air avec les danseurs de contact-improvisation, Didier Silhol et Cléo Laigret (2024).

### CD-Rom / Applis iPad
Dès 1996, Birgé s'intéresse aux nouveaux médias et signera la conception sonore et la musique d'une cinquantaine de CD-Rom parmi lesquels Au cirque avec Seurat (Réunion des Musées Nationaux - Gallimard - Hyptique), Fenêtre sur l'art, design sonore de la série (Réunion des Musées Nationaux-Vilo-Hyptique), AZ, musique et design sonore (Lux Modernis, Dauphin d'Or 99), Firmenich (Lux Modernis, Dauphin d'Or 99), EuroPrix 98, la série des Cahiers Passeport (Hachette-Hyptique), le DVD-Rom Le Louvre (Montparnasse Multimédia, Flèche d'or, EMMA Award 1999), Le Grand Jeu (Hyptique-APCR-Buschet-Chastel), Sethi et la couronne d'Égypte (Montparnasse Multimédia, 2000), M. Heureux et le monde à l'envers et la série Les bonhommes et les dames (Hyptique-Emme, 2001-2002), la série Salto et Zélia Atout P'tit Clic (Hyptique-Hachette, 2002-2004), Le Bal (Prix SACD Création Interactive, 2002), le film et le DVD-Rom 1+1, une histoire naturelle du sexe (INA-Hyptique, Prix Möbius des multimédias Sciences 2002, Prix Spécial du Jury Möbius International, Grand Prix Europrix Education/e-learning 2003), Allonnes (incandescence/CNRS, 2003), Domicile d'Ange heureux (dadamedia, Prix Bologne 2003)... En 2009 et 2011 il crée les logos de la collection DVD FRA pour l'Opéra Comique et l'Opéra de Paris.
Le succès viendra avec ses CD-Roms d'auteur, d'abord Carton qui accompagne le CD-Extra de Birgé-Vitet avec le photographe Michel Séméniako en 1997, puis Machiavel, CD mixte d'Un d.m.i. comprenant une œuvre interactive réalisée par Birgé et Antoine Schmitt, vision critique et sensible de la planète, zapping de 111 boucles vidéo en 1998, et surtout Alphabet avec Frédéric Durieu et Murielle Lefèvre (Dada Media-NHK) en 1999 : Grand prix Möbius des multimédias International 2000, prix SACD Multimédia 2000, Coup de cœur Trophées SVM Mac, prix de la meilleure adaptation au Festival de Bologne en Italie, La Mention Spéciale au Salon du livre et de la presse jeunesse de Montreuil, First Prize CineKid en Hollande, GigaMaus en Allemagne, First Prize Package MMCA au Japon, et aux États-Unis : Oppenheim Toy Portfolio Platinum Award 2002, Parents' Choice Silver Honor 2001, Discovery.com Award of Excellence 2001, Software Magic Award Parenting Magazine 2001, Children's Software Review All Star Award 2001, Choosing Children's Software Best Pick 2001, Best Software Pick Edutaining Kids.com 2001)
À partir de 2012, il est attiré par les possibilités offertes par l'iPad avec Balloon avec Sacha Gattino (Ed. Volumiques) et La Machine à rêves de Leonardo da Vinci avec Nicolas Clauss (Cité des sciences et de l'industrie).
En 2013 les Inéditeurs lancent une collection d'œuvres interactives pour tablettes tactiles dont le roman USA 1968 deux enfants, l'oracle DigDeep, le roman graphique Boum! (Bologna Ragazzi Digital Award Special Mention 2016, Special Jury Prize Ehon Awards 2017), etc. En 2015, publiés par les Éditions Volumiques, paraissent 5 livres-applications de la collection Zéphyrs pour tablette, et en 2016 le jeu de plateau avec smartphones World of Yo-Ho.
De 2019 à 2022 il enregistre musique, bruitages et comédiennes pour l'application iPad Sommeil de la marmotte.

### Sites Internet
Avant qu'Internet ne devienne essentiellement un lieu de commerce et d'information il y participe en tant que coauteur à de nombreuses œuvres interactives saluées par la presse et couronnées de nombreux prix internationaux.
- LeCielEstBleu : Prix SCAM 2001-2002, Meilleur Site Internet, prix Coup de Cœur Narrowcast Content Awards 2002
- FlyingPuppet : Prix Spécial Centre Pompidou FlashFestival 2002 Spectacle - Danse interactive pour Ulchiro, Ciberart Bilbao Honorific Award for the Best Multimedia Project pour Jumeau Bar
- Somnambules : Prix Spécial du Jury du Sénef 2003 (Seoul Net Festival), prix de la Création Nouveaux Médias Vidéoformes 2004 (Clermont-Ferrand), 1er prix France Telecom R&D One (Festival Art rock, Saint-Brieuc), prix SACD Création Interactive 2004, prix Ars Electronica Net Vision / Net Excellence Honorary Mention 2004 (Autriche) et nomination au Best of 10 ans de Yahoo! comme site « le plus étrange »
- Son travail de designer sonore l'amène à participer à quantité de sites historiques dont certains sont encore en ligne : Rencontres Numer, BDDP-TBWA, Laurent-Perrier, Ville de Lyon, GRRR, Compagnie générale des eaux, ZoéTV, Determinism, Du côté des filles, Else Productions, Magado (Gallimard, avec Jean Giraud dit Moebius), Virtools, Adidas, Nike, Fête de l'Internet 2001 (Matignon), lesmetiers.net (Caparif), Muséum national d'histoire naturelle, musée de l'Immigration, Ptits repères (Marque Repère), 2025 ex machina (serious game), Chanel...
- En 2017 il participe à la web-série Prévert Exquis avec Isabelle Fougère, Sonia Cruchon, Mikaël Cixous (Prix du meilleur projet francophone Cross Video Days TV5Monde). En 2019 il enregistre une web-série sur le règlement général sur la protection des données (RGPD) et réalise l'habillage de podcasts sur la cybercriminalité. En 2021 le nouveau MOOC s'intitule Impacts Environnementaux du Numérique.

### Conception sonore d'objets et environnements sonores
- Birgé est l'auteur de la conception sonore du lapin communicant Nabaztag et des objets Mir:ror et Dal:dal (Violet), 2005-2011. Ses recherches se poursuivront dans ce domaine avec Readiymate et Telesound qui resteront à l'état de prototypes. En 2015, aux côtés de Ruedi Baur, Birgé réalise l'étude du métro du Grand Paris et, pour Raymond Sarti, la façade sonore de la Maison de l'île de la Réunion à Paris. En 2020 et 2023, il enregistre les messages nudge de la SNCF (Transilien).

### Divers
- De 1969 à 1974, avant de devenir compositeur de musique, Birgé s'est passionné pour le light show. Il fonde H Lights & L'Œuf Hyaloïde, projetant ses images psychédéliques sur Daevid Allen Gong, Red Noise, Crouille-Marteaux (Pierre Clémenti, Jean-Pierre Kalfon, Dashiell Hedayat dit Melmoth), Dagon, Epimanondas, Steamhammer, Kevin Ayers... En 1973, l’Imprimerie Union publie le Light-Book. De 1975 à 1990, son goût pour l'audiovisuel l'amènera à collaborer avec les photographes Robert et Thierry Dehesdin, Michel Séméniako, Marie-Jésus Diaz et les réalisateurs Jean-André Fieschi, Charles L. Bitsch, Noël Burch, Claude Thiébaut, Daniel Verdier... De 2001 à 2005, et de 2011 à 2014, il assure la direction musicale des Soirées des Rencontres de la Photographie à Arles.
- Dans les années 1980, grande époque de Radio France, il produit plusieurs émissions radiophoniques de création : U.S.A. le complot et La peur du vide sur France Musique en 1983, la série Improvisation mode d’emploi et le ballet radiophonique Écarlate sur France Culture en 1988 et 1989.
- De 1999 à 2008 il assume la rédaction en chef du journal des Allumés du jazz avec Jean Rochard. Il écrit épisodiquement pour Muziq, Jazz magazine, Jazz@round, Jazzosphère, ImproJazz, Citizenjazz.com, Les Nouveaux Dossiers de l'Audiovisuel (INA), La Revue du Cube, L'autre quotidien, La Nuit, Le Monde diplomatique, les Cahiers de l'Herne, Tk21, Smaris Elaphus, et surtout Mediapart...
- En 2011 son premier roman (avec images et sons) La corde à linge[49], est édité par  publie.net  (ISBN 978-2-8145-0521-6). En 2014 son deuxième roman augmenté, USA 1968 deux enfants[50], comporte en plus 12 courts métrages et une couverture interactive...